# John Boyd Thacher
John Boyd Thacher (ur. 11 września 1847 w Ballston, zm. 25 lutego 1909 w Albany) – przedsiębiorca, polityk, historyk i pisarz z Albany w stanie Nowy Jork. Autor najbardziej szczegółowej monografii o Krzysztofie Kolumbie w języku angielskim pt. "Christopher Columbus: His Life, His Works, His Remains, as Revealed by Original Printed and Manuscript Records, Together with an Essay on Peter Martyr of Anghera and Bartolomé de las Casas, the First Historians of America", 3 tomy, New York - London, G.P. Putnam’s Sons, 1903-1904.
Zgromadził unikalną kolekcję starodruków, którą wdowa po nim ofiarowała Bibliotece Kongresu USA.